# Летонија на Песми Евровизије
Летонија је учествовала на Песми Евровизије 24 пута, први пут на такмичењу 2000, где бенд Brainstorm са песмом "My Star", освојио 3. место. Земљи је прва, и за сада, само једина победа дошла на Песми Евровизије 2002., у Талину, када је Marie N победила са песмом "I Wanna", победивши тадашњег фаворита Малту, за само 12 поена, и освојивши укупно 176 поена. Због њене победе, такмичење 2003 је одржано у престоници Летоније, Риги.
Летонија је првобитно планирала да се повуче са Песме Евровизије, по први пут, у 2009 години. Latvijas Televīzija (LTV), Летонски емитер, првобитно најавио своје повлачење из такмичења због малог буџета и скупе провизије за шоу. У то време LTV се надао да ће се поново вратити на такмичење, 2010. године. 
Но, ипак су одлучили да се такмиче, тако да је Летонија заиста учествовала на Песми Еровизије 2009, одржаној у Москви.

## Учешћа
| Година | Извођач            | Песма                 | Финале            | Поени             | Полуфинале      | Поени           |
| ------ | ------------------ | --------------------- | ----------------- | ----------------- | --------------- | --------------- |
| 2000   | Brainstorm         | "My Star"             | 3                 | 136               |                 |                 |
| 2001   | Арнис Меднис       | "Too Much"            | 18                | 16                |                 |                 |
| 2002   | Мари Н             | "I Wanna"             | 1                 | 176               |                 |                 |
| 2003   | F.L.Y.             | "Hello From Mars"     | 24                | 5                 |                 |                 |
| 2004   | Фоминс и Клајнс    | "Dziesma par laimi"   | Нису се пласирали | Нису се пласирали | 17              | 23              |
| 2005   | Валтерс и Кажа     | "The War Is Not Over" | 5                 | 153               | 10              | 85              |
| 2006   | Vocal Group Cosmos | "I Hear Your Heart"   | 16                | 30                | Топ 10 из 2005. | Топ 10 из 2005. |
| 2007   | Bonaparti.lv       | "Questa notte"        | 16                | 54                | 5               | 168             |
| 2008   | Pirates of the Sea | "Wolves of the Sea"   | 12                | 83                | 6               | 86              |
| 2009   | Интарс Бусулис     | "Probka" (Пробка)     | Нису се пласирали | Нису се пласирали | 19              | 7               |
| 2010   | Аиша               | "What For?"           | Нису се пласирали | Нису се пласирали | 17              | 11              |
| 2011   | Musiqq             | "Angel in Disguise"   | Нису се пласирали | Нису се пласирали | 17              | 25              |
| 2012   | Анмари             |                       | Нису се пласирали | Нису се пласирали | 16              | 17              |
| 2013   | PeR                |                       | Нису се пласирали | Нису се пласирали | 17              | 13              |
| 2014   | Aarzemnieki        |                       | Нису се пласирали | Нису се пласирали | 13              | 33              |
| 2015   | Амината            |                       | 6                 | 186               | 2               | 155             |
| 2016   | Јустс              |                       | 15                | 132               | 8               | 132             |
| 2017   | Тријана Парк       |                       | Нису се пласирали | Нису се пласирали | 18              | 21              |
| 2018   | Лаура Рицото       |                       | Нису се пласирали | Нису се пласирали | 12              | 106             |
| 2019   | Карусел            |                       | Нису се пласирали | Нису се пласирали | 15              | 50              |
| 2020   | Саманта Тина       |                       | Отказано          | Отказано          | Отказано        | Отказано        |
| 2021   | Саманта Тина       |                       | Нису се пласирали | Нису се пласирали | 17              | 14              |
| 2022   | Citi Zēni          |                       | Нису се пласирали | Нису се пласирали | 14              | 55              |
| 2023   | Sudden Lights      | Aijā                  | Нису се пласирали | Нису се пласирали | 11              | 34              |
| 2024   | Донс               | Hollow                | 16                | 64                | 7               | 72              |
| 2025   | Tautumeitas        | Bur man laimi         | 13                | 158               | 2               | 130             |

## Историја гласања
Летонија је дала највише поена:
| Ранк | Држава    | Поени |
| ---- | --------- | ----- |
| 1    | Русија    | 85    |
| 2    | Данска    | 52    |
| 3    | Украјина  | 51    |
| 4    | Естонија  | 48    |
| 5    | Литванија | 45    |

Летонија је добила највише поена:
| Ранк | Држава               | Поени |
| ---- | -------------------- | ----- |
| 1    | Естонија             | 67    |
| 2    | Литванија            | 60    |
| 3    | Ирска                | 46    |
| 4    | Уједињено Краљевство | 37    |
| 5    | Немачка              | 26    |

## Организовање Песме Евровизије
| Година | Град Домаћин | Место одржавања | Водитељи                |
| ------ | ------------ | --------------- | ----------------------- |
| 2003   | Рига         | Skonto Hall     | Мари Н и Ренарс Кауперс |